# سنت آن هایلند (کلرادو)
سنت آن هایلند (به انگلیسی: St. Ann Highlands) یک منطقهٔ مسکونی در ایالات متحده آمریکا است که در شهرستان بولدر، کلرادو واقع شده‌است. سنت آن هایلند ۳٫۵ کیلومتر مربع مساحت و ۲۸۸ نفر جمعیت دارد و ۲٬۵۲۹٫۸۷ متر بالاتر از سطح دریا واقع شده‌است.